# Аояма

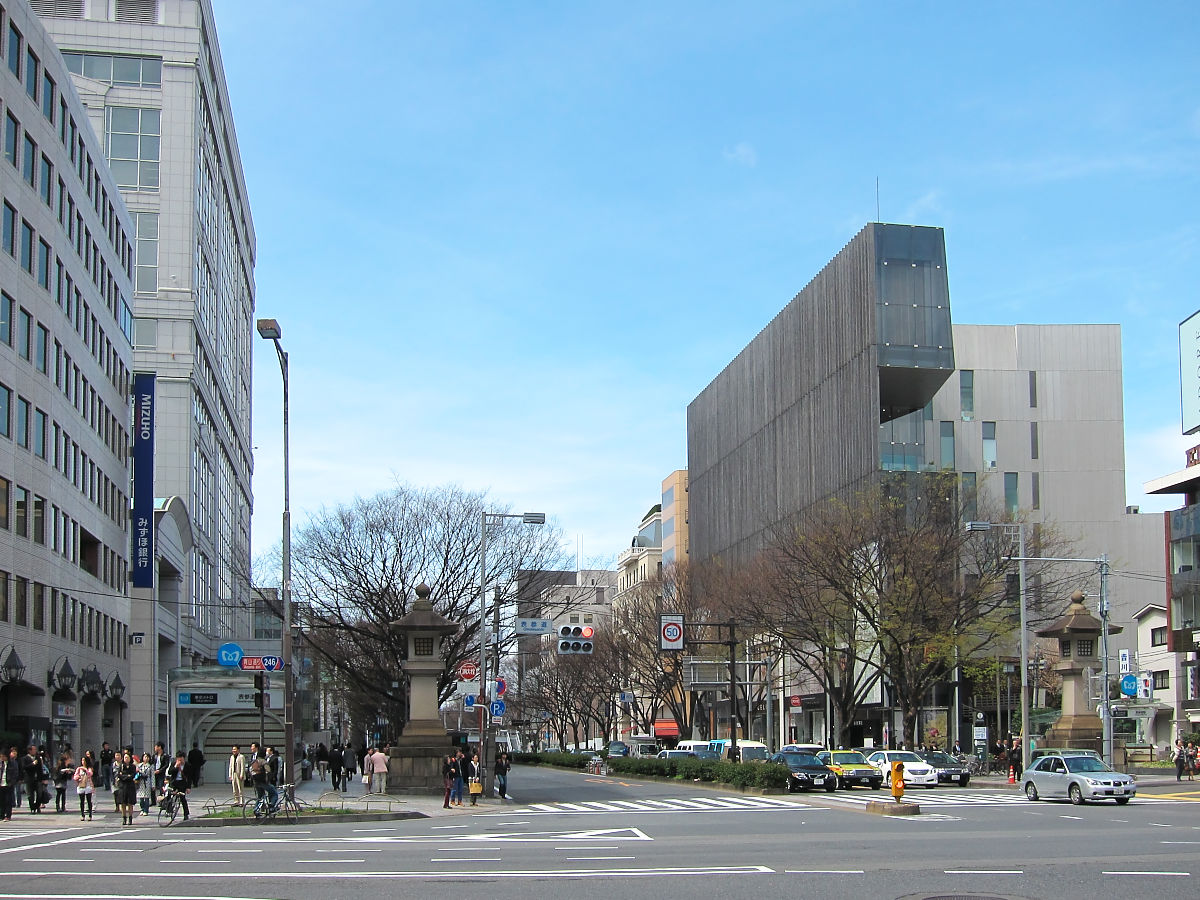

Аояма (яп. 青山, «Синяя гора») — токийский квартал, расположен в северо-восточной части специального района Минато. Название происходит от фамилии самурая Аоямы Таданари. В период Эдо в Аояме находились различные храмы и святыни. На сегодняшний день вместе со специальным районом Сибуя и кварталом Харадзюку Аояма является одним из самых популярных развлекательных и торговых районов для молодых людей в Токио. Там находятся дома моды, рестораны и магазины.

## Муниципальное кладбище
В Аояме находится первое муниципальное кладбище в Японии, которое было открыто в 1872 году. На этом кладбище были похоронены: генерал Ноги Марэсукэ, британский министр Хью Фрейзер (1894 год), Фрэнсис Бринкли, Генри Палмер и т. д.
Кладбище усеяно деревьями, включая большие деревья камфоры.

## Станции метро
- Аояма-Иттёмэ
- Омотэсандо
- Гайэммаэ
- Ногидзака